# Vajdahunyad Slot
Vajdahunyad Slot (ungarsk: Vajdahunyad vára eller Vajdahunyadvár) er et slot i Budapest, hovedstaden i Ungarn, som opførtes mellem 1896 og 1908 efter et projekt af arkitekten Ignác Alpár. Slottet er delvis en kopi af Hunyadslottet i Transsylvanien i Rumænien, men delvis også en fremvisning af forskellige arkitektoniske stilarter: romansk, gotisk, renæssance og barok. Slottet var oprindeligt lavet af pap og træ til tusindårsudstillingen i 1896, men blev så populært, at det blev genopbygget i sten og mursten. I dag huser slottet det ungarske landbrugsmuseum.
Statuen af  Anonymus, der blandt andet fremvises i slottet gård, var en krønikeskriver i det 12. århundrede (sandsynligvis for kong Béla 3. af Ungarn). Han skrev de første historiebøger om de tidlige ungarere, for det meste baseret på legender. Overtro siger, at ved at røre ved hans pen får man held og lykke. Gården indeholder også en statue af Bela Lugosi, dedikeret til hans arbejde.